# حور أويبري
حور أويبري، أو حور، (بالإنجليزية: Hor Awibre)‏، هو الفرعون الثالث في الأسرة الثالثة عشر في عهد الدولة الوسطى. وقد ظهر في قائمة تورين باسم أتوت إب رع. ويبدو أنه حكم لفترة قصيرة غير كافية لبناء هرم الذي كان شائعا في عصره كمقابر للملوك.
ويعتقد أنه حكم لمدة سبعة شهور وذلك حوالي سنة 1760 ق.م. ويعرف أن الملك حور قد دفن في جباة وجد في دهشور بالقرب من هرم الملك أمنمحات الثالث. وقد وجد في الجبانة تابوت الملك وبعض المجوهرات والتماثيل وأشياء أخرى متنوعة. وجد بالقرب من جباة الملك حور جباة ابنة الملك وإسمها نوب -حتب- خيرد.

## معرض الصور

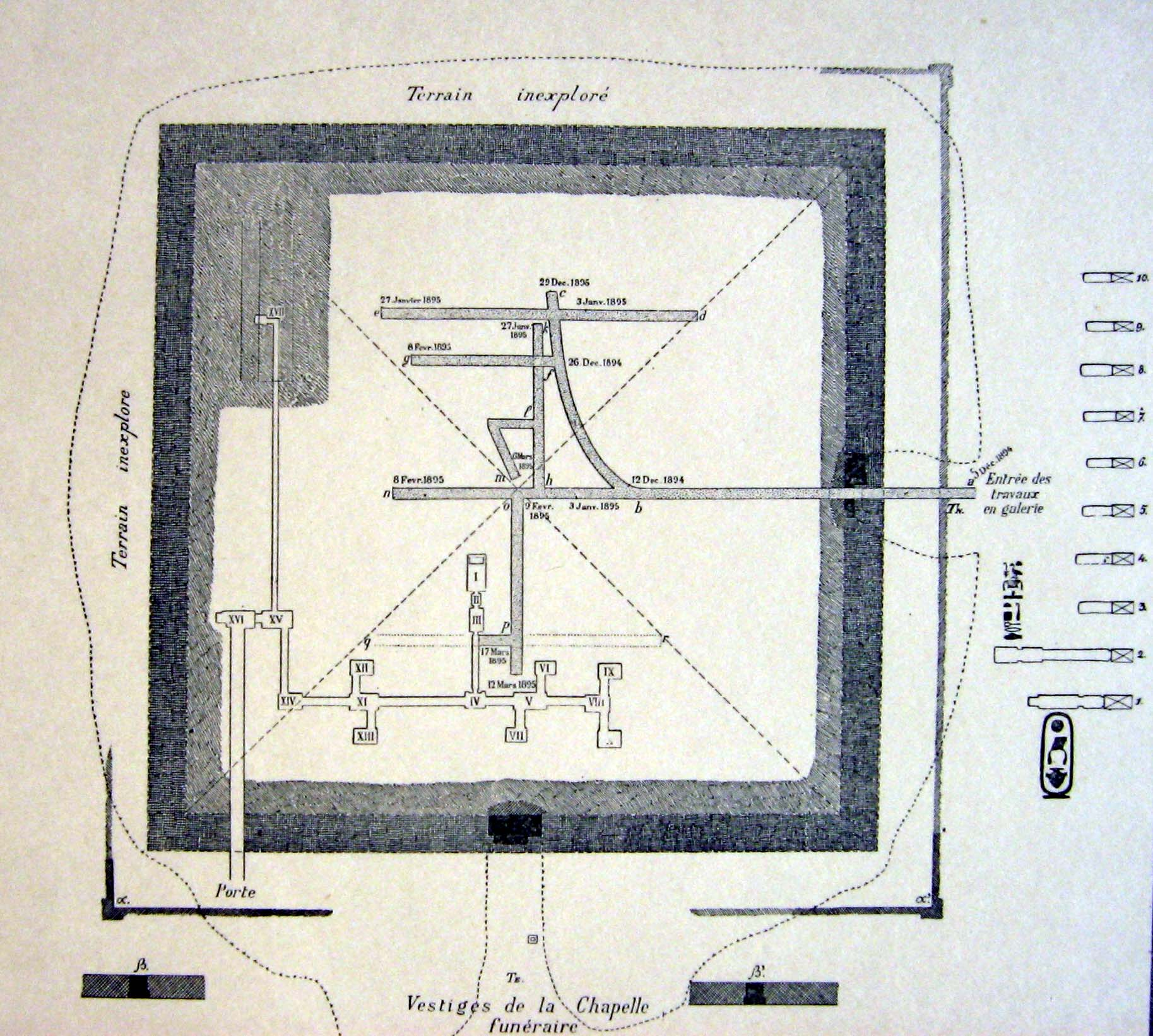
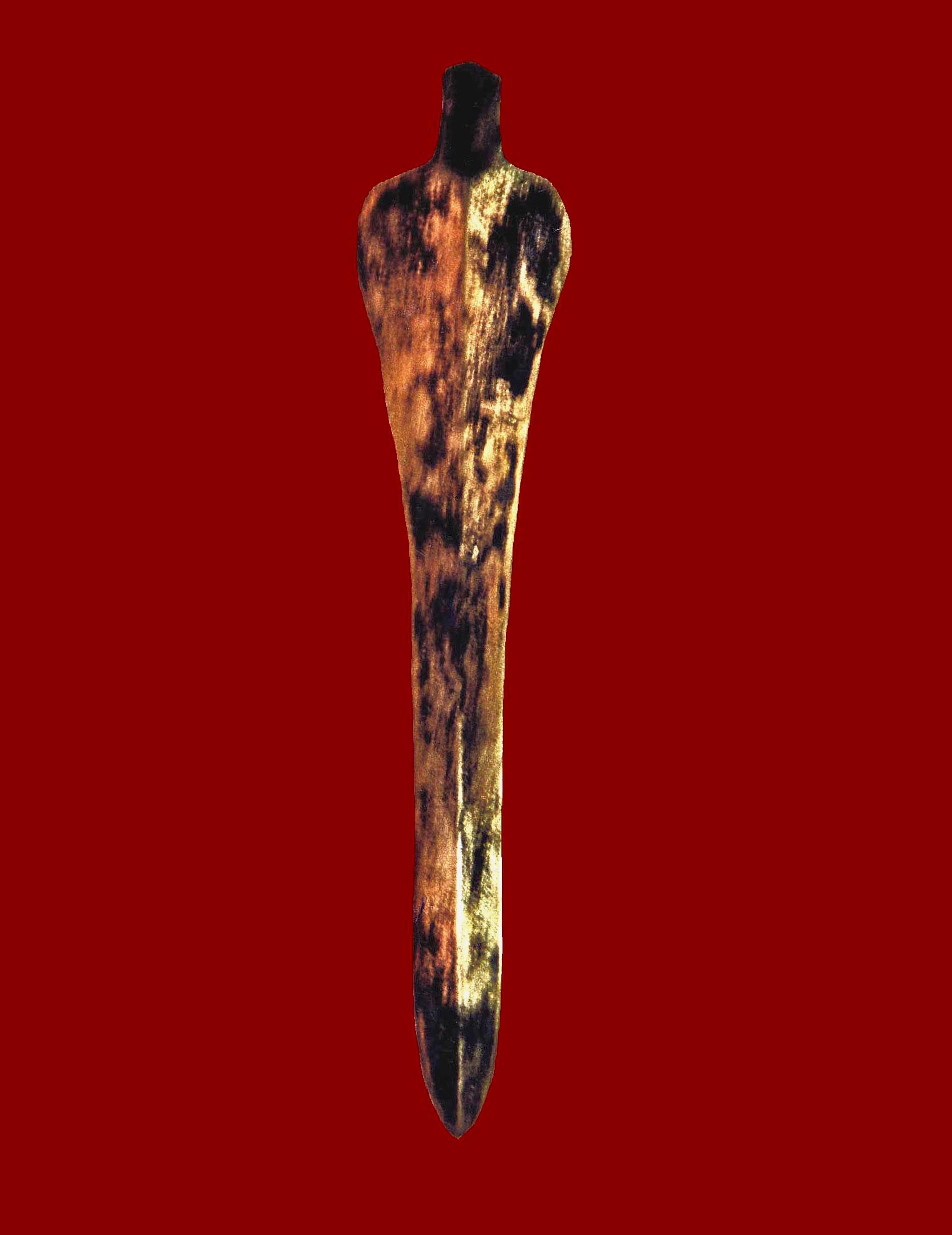
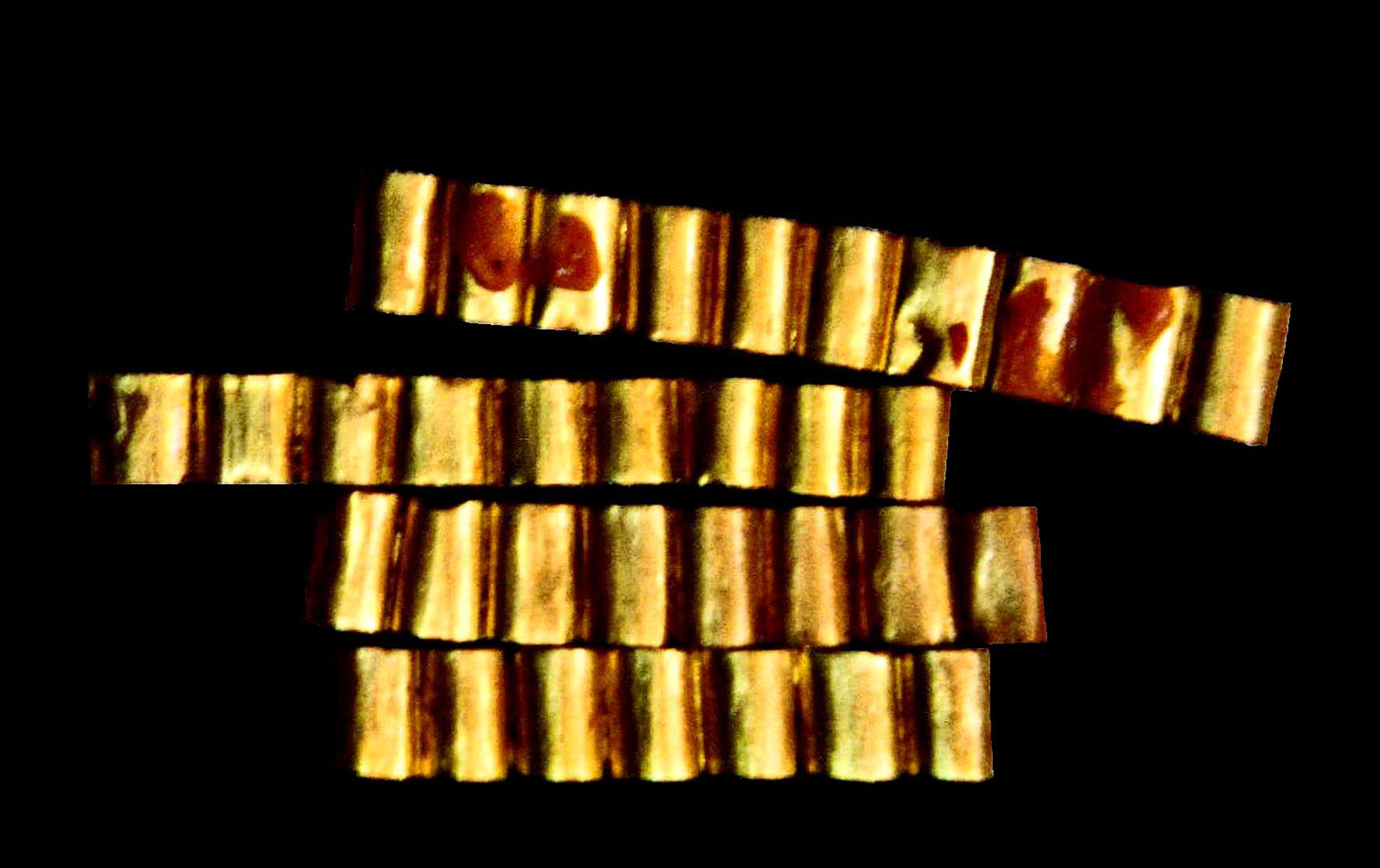
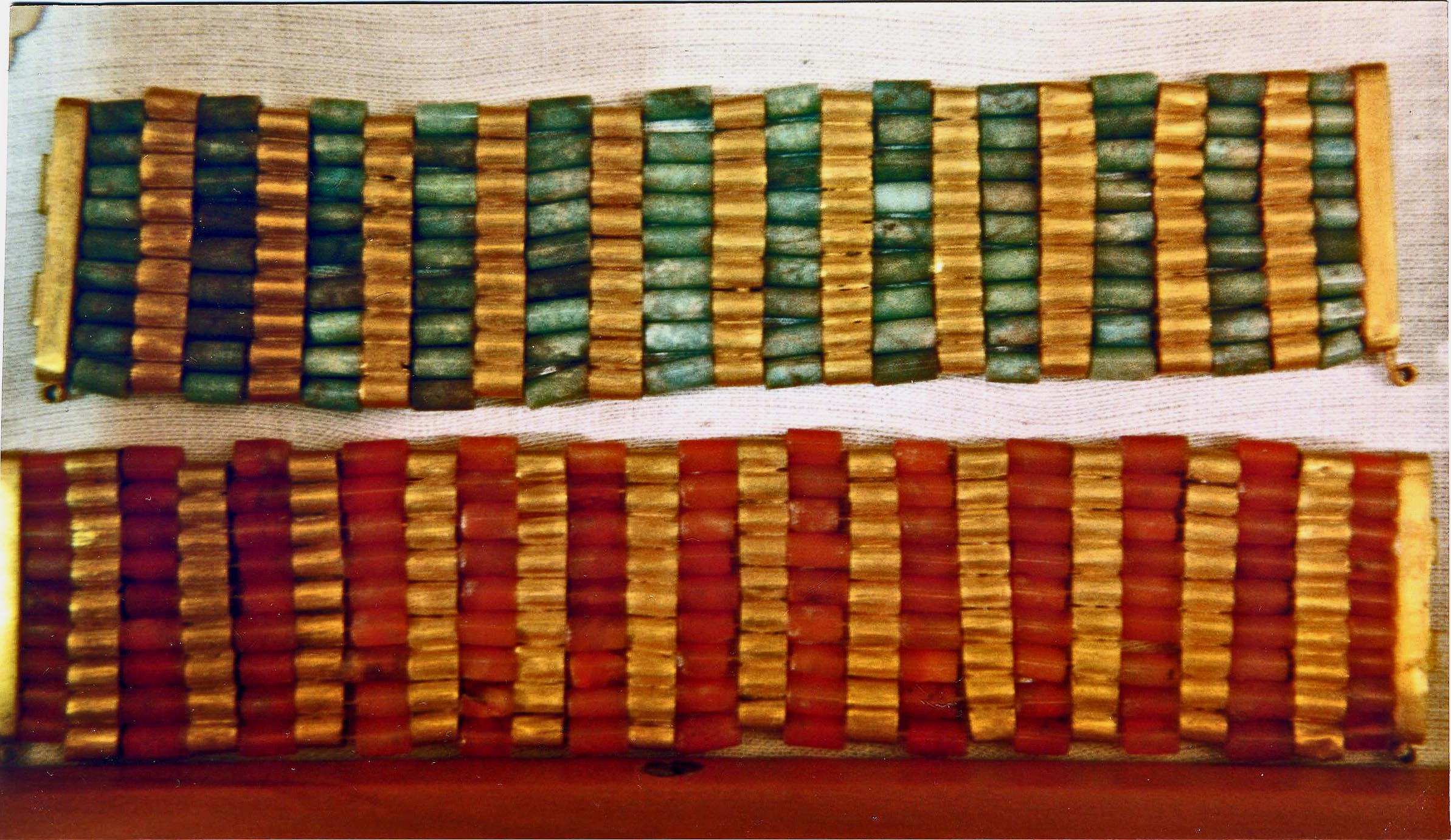
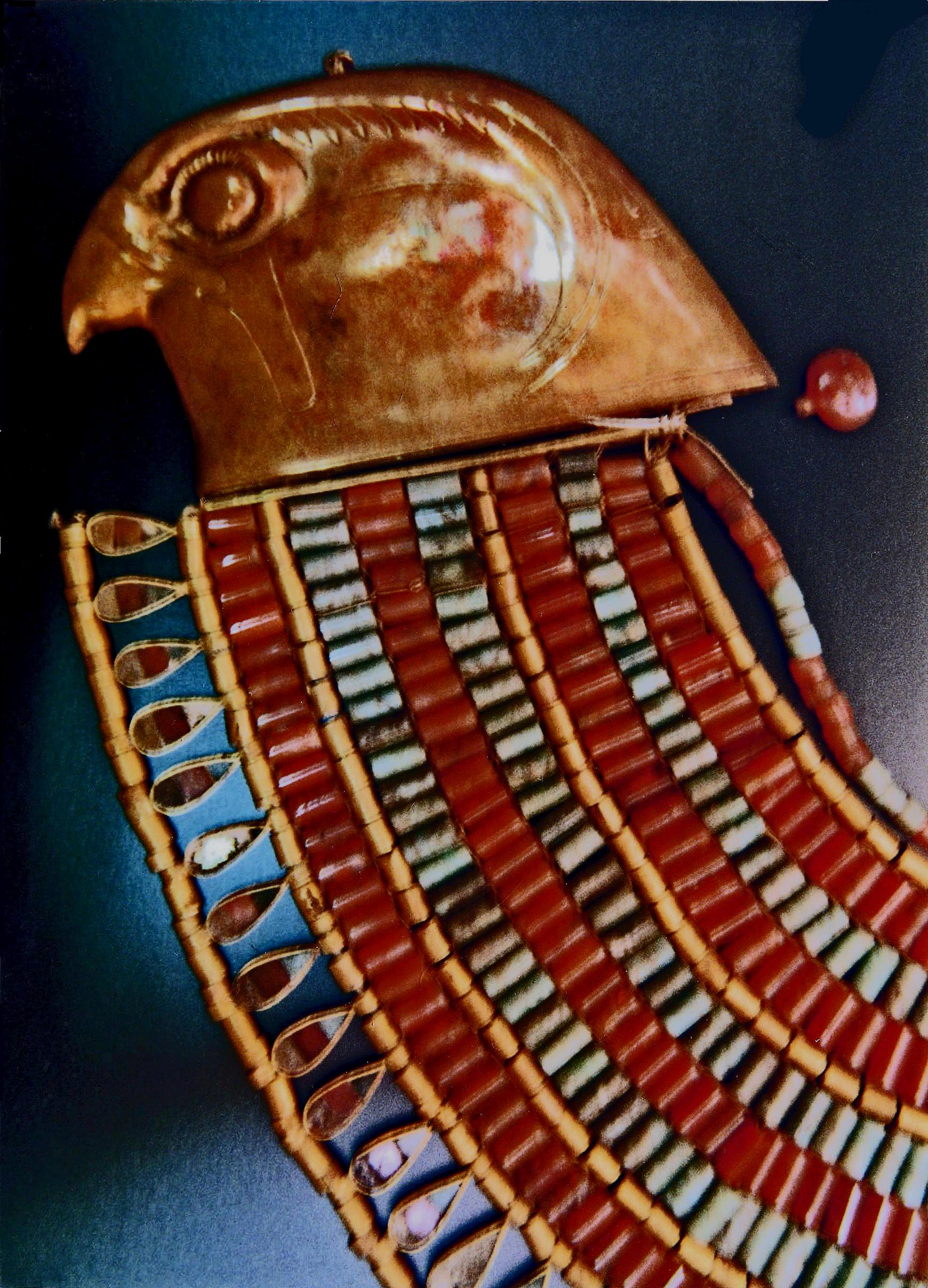
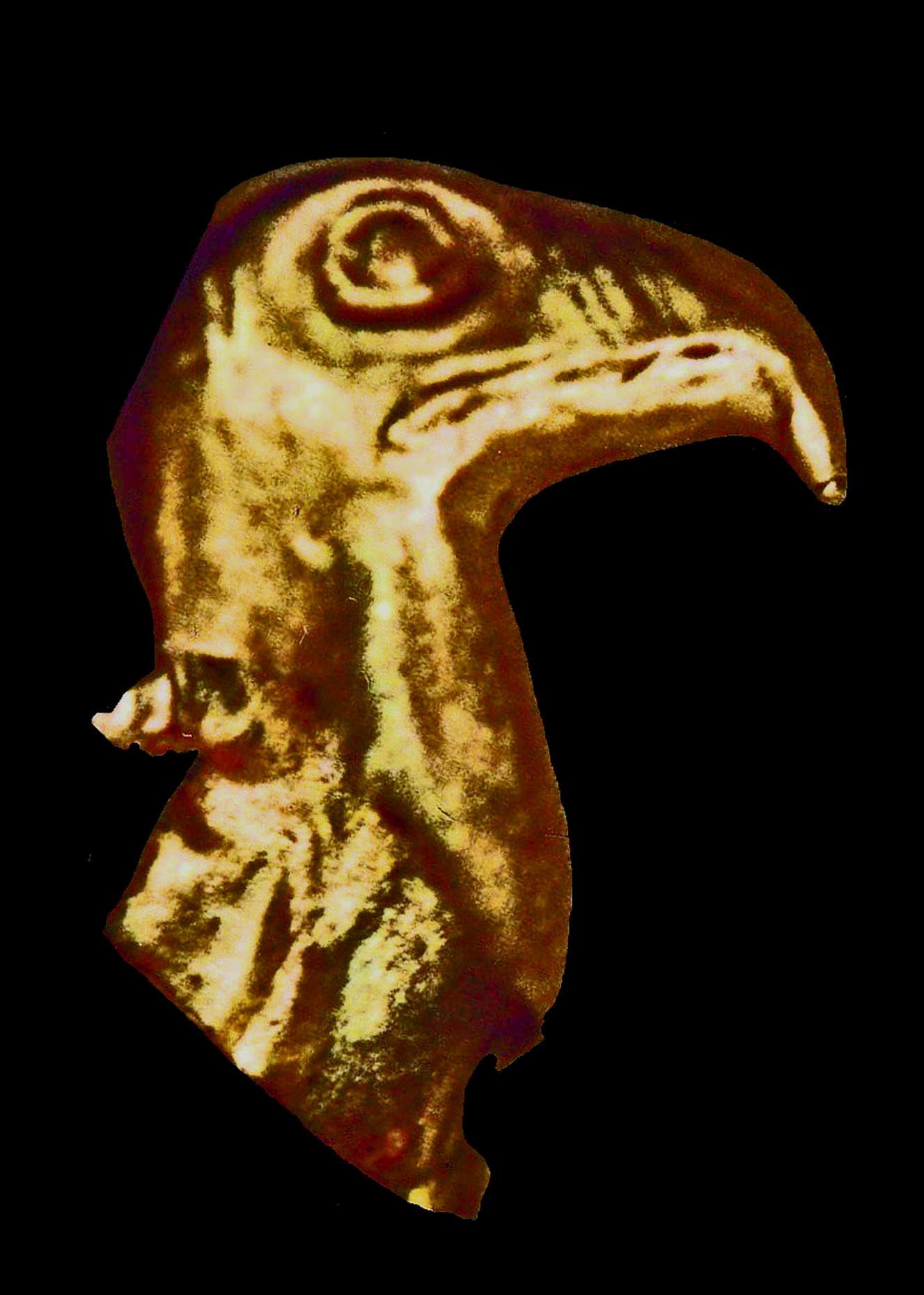
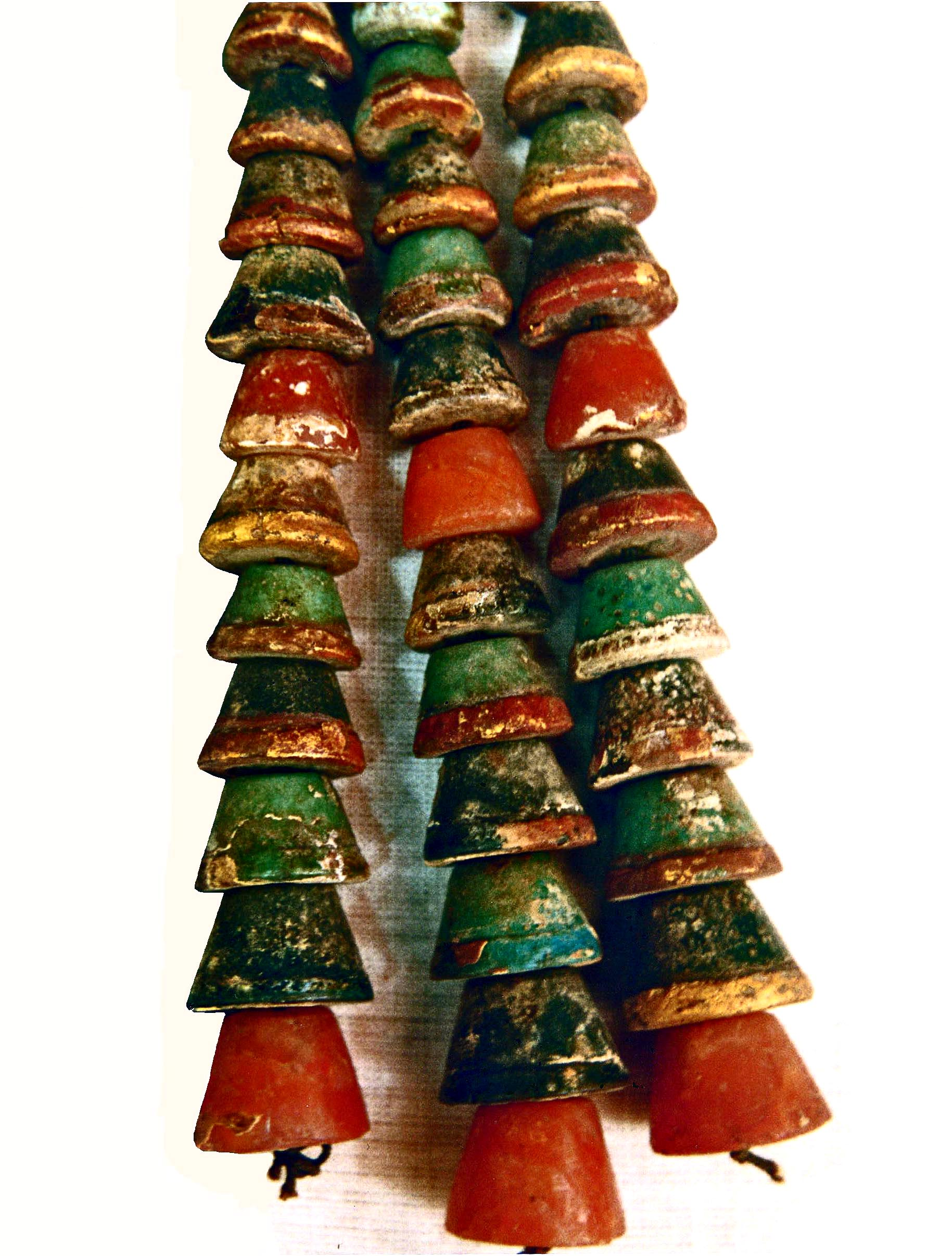
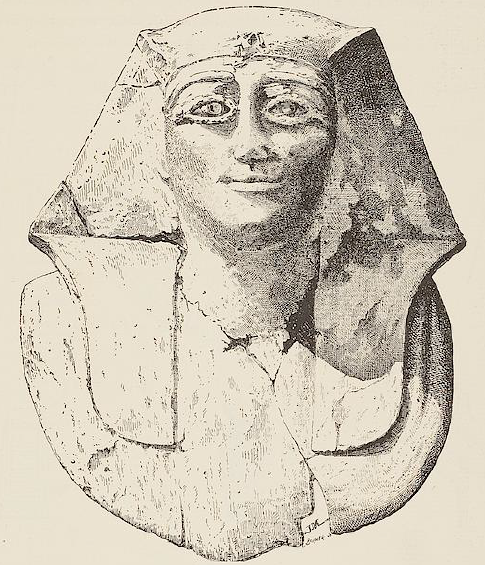
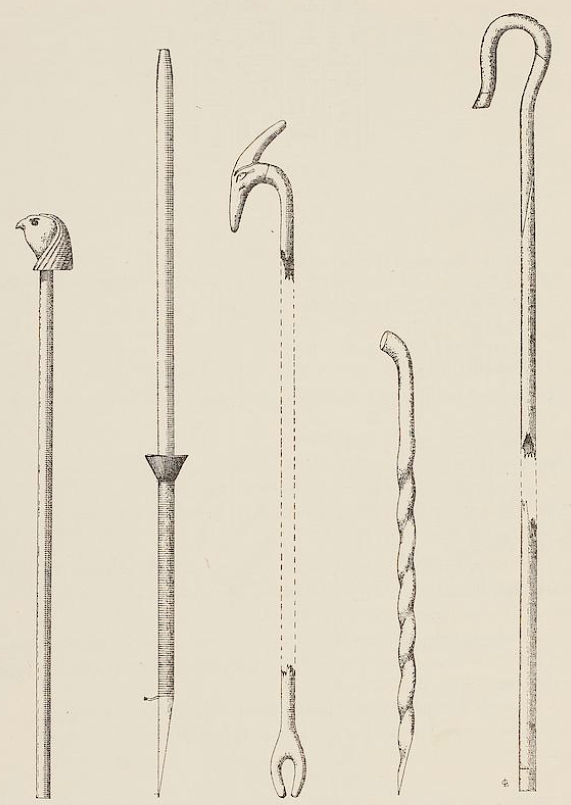
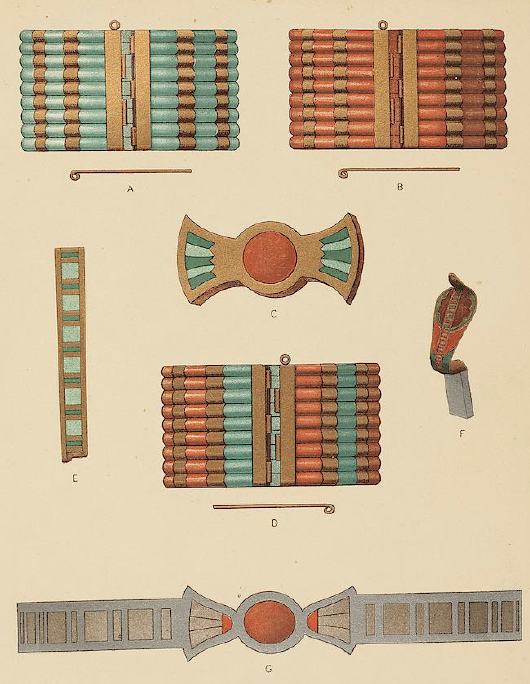
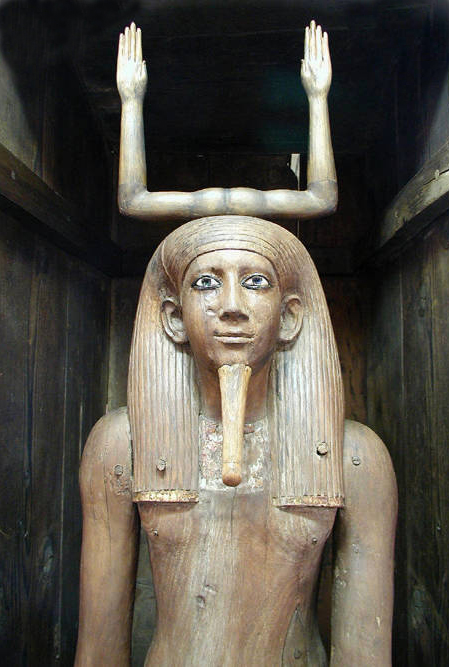
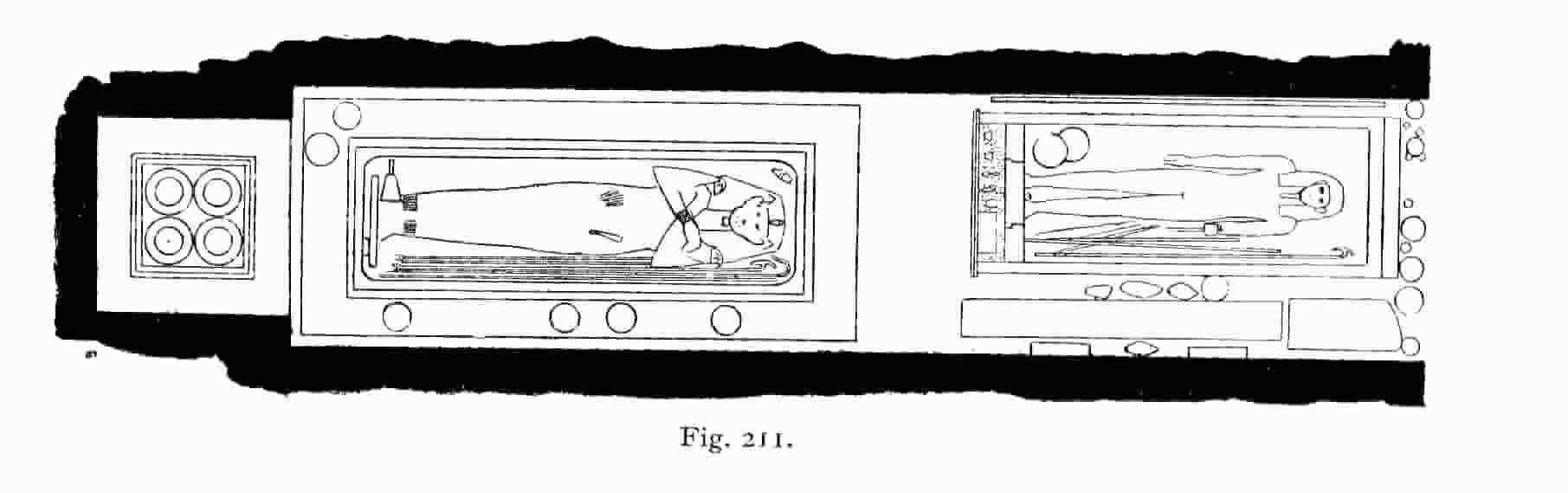
رسم تخطيطي لقبر الملك حور أويبري